# Antique (groupe)
Pour les articles homonymes, voir Antique.
Antique est un groupe suédo-grec composé d’Élena Paparízou et de Níkos Panagiotídis.
Ils participèrent pour la Grèce au Concours Eurovision de la chanson en 2001 avec la chanson Die for you. Ils terminèrent à la 3e place. Le groupe se sépare en 2003 et 2 ans après Elena remporte le Concours Eurovision de la chanson. Ce groupe était célèbre en Grèce, en Scandinavie, en Allemagne, à Chypre et en Italie.